# Robert Bylot
Robert Bylot (fl. XVII secolo) è stato un esploratore britannico del XVII secolo che effettuò quattro viaggi in Artide.
Non era istruito e proveniva dalla classe operaia, ma riuscì a diventare Master della Royal Navy.

## Biografia

### Viaggio con Hudson (1610)
Bylot fu compagno di Henry Hudson sulla Discovery, nel corso della spedizione Hudson del 1610-1611 in quella che poi divenne nota come baia di Hudson. Nella primavera del 1611 Hudson avrebbe voluto continuare la spedizione, ma l'equipaggio voleva fare ritorno a casa. Ci fu scontento tra il capitano (Hudson) ed i membri dell'equipaggio, e Bylot fu spogliato del suo grado. In seguito ci fu un ammutinamento nel quale Hudson, il figlio e molti marinai furono mandati alla deriva su una piccola barca. Fu grazie alle doti da navigatore di Bylot che la nave riuscì a tornare dall'Artico. Al ritorno in Inghilterra Bylot fu processato per l'ammutinamento ma fu perdonato.

### Viaggio con Button (1612)
Bylot tornò alla baia di Hudson nel 1612 con Sir Thomas Button. Passarono l'inverno alla foce del fiume Nelson e nella primavera del 1613 proseguirono verso nord. Riuscirono a raggiungere il 65º parallelo prima di tornare in Inghilterra.

### Passaggio a nord-ovest (1615)
Nel 1615 la Russia Company assunse Bylot per la ricerca del Passaggio a nord-ovest nominandolo capitano della Discovery. Salpò verso ovest dallo stretto di Hudson e fu bloccato dal ghiaccio nello stretto Frozen.

### Viaggio con Baffin (1616)
L'anno dopo (1616) la Russia Company assunse nuovamente Bylot per proseguire la ricerca del Passaggio a nord-ovest. Stavolta fu accompagnato dal pilota William Baffin. Il viaggio Bylot-Baffin ottenne numerosi successi. Per prima cosa circumnavigò e mappò quella che oggi è nota come baia di Baffin. Scoprirono il canale di Smith, dal quale fu poi raggiunto il polo nord. Scoprirono lo stretto di Lancaster attraverso il quale fu trovato, tre secoli dopo, il Passaggio a nord-ovest. Infine, e forse più importante, riuscirono a raggiungere la latitudine di 77° 45', record detenuto per 236 anni.
L'operato di Bylot e Baffin nella baia di Baffin fu messo in dubbio dai cartografi al loro ritorno in Inghilterra. Fino al 1812 le mappe della zona mostravano solo un rigonfiamento tratteggiato con le parole: Baia di Baffin secondo la relazione di W. Baffin del 1616, ma non si crede vero. Quando la baia fu "riscoperta" da John Ross nel 1818, le registrazioni del viaggio di Bylot-Baffin si dimostrarono molto accurate. In Inghilterra quasi tutto il merito della scoperta fu attribuito a Baffin, mentre Bylot fu praticamente ignorato. Lo storico Farley Mowat ha formulato due ipotesi per questo: la mancanza di istruzione di Bylot e il rango minore rispetto a Baffin nella società inglese, ed il suo coinvolgimento nell'ammutinamento nel corso della spedizione di Hudson.

## Retaggio
L'isola di Bylot, una delle più selvagge delle isole artiche, prende il nome da lui.